# 祖谷溫泉
33°55′17.0″N 133°49′03.3″E / 33.921389°N 133.817583°E
祖谷溫泉是位於日本德島縣三好市池田町松尾地區的溫泉區，屬於觀光景點的祖谷溪範圍內，鄰近祖谷溪的小便小僧。與北海道的新雪谷藥師溫泉、青森縣谷地溫泉一起被列為日本三大秘湯而聞名。
溫泉於1965年被發掘出，現在的溫泉旅館則是在1972年才完成，其特色為溫泉旅館利用纜索鐵路作為從旅館前往位於溪谷底部露天溫泉的交通方式。

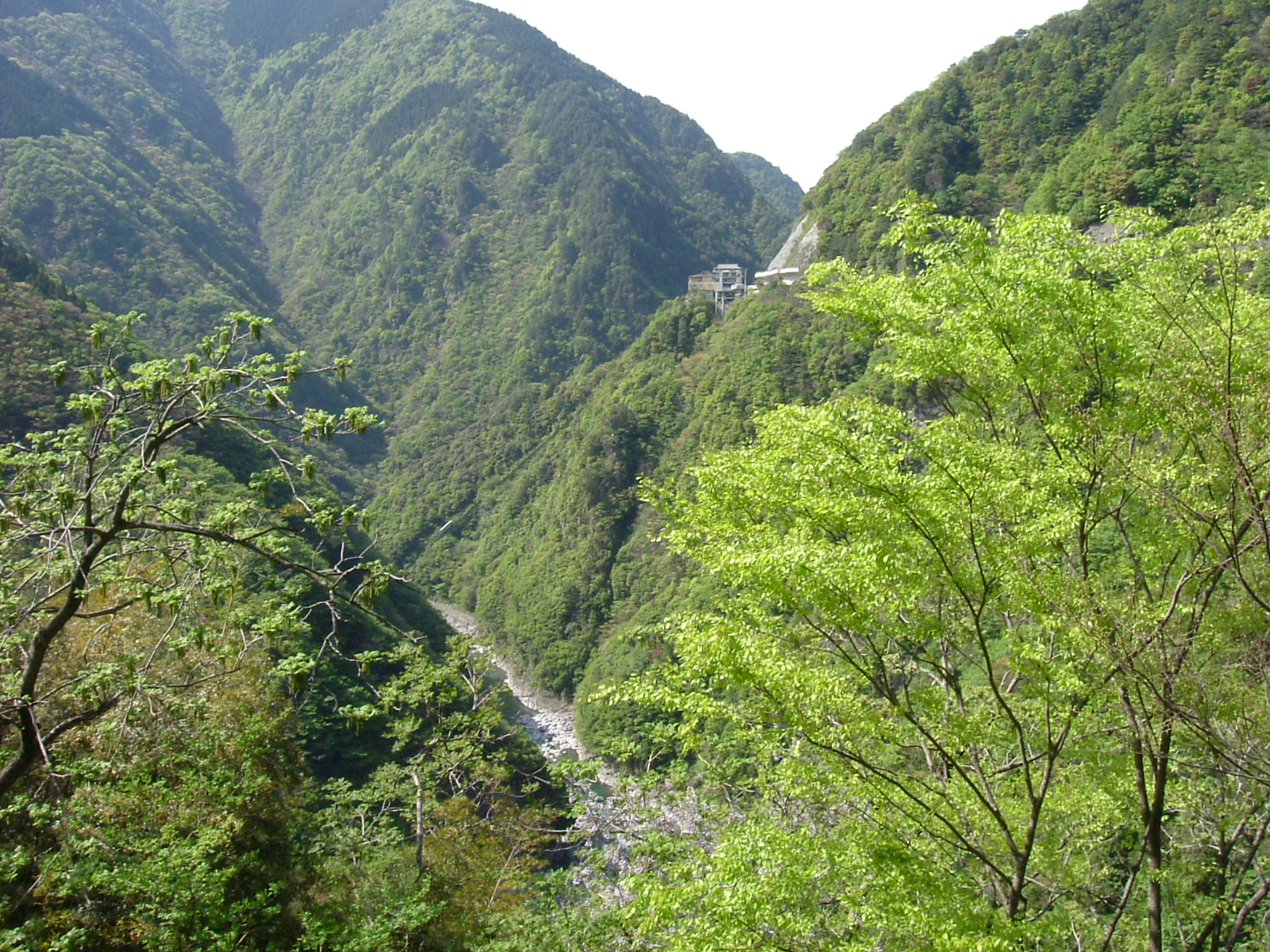
祖谷溫泉遠景，山上建築為溫泉旅館，露天溫泉池在下方溪谷